# Posljednji rimski trijumvirat
Posljednji rimski trijumvirat je organizirala Gala Placidija kako bi spriječila potencijalni pokušaj pretjerano moćnog generala da svrgne njenog maloljetnog sina Valentinijana III.

## Organizacija
Gotovo odmah nakon svrgavanja cara Ivana 425 godine Gala Placidija se našla u političkom problemu što učiniti s rimskim generalom Aecijem koji je podržavao oborenog cara uz podršku Hunske vojske. Kako bi se kupio mir ona je ovom generalu ponudila upravljanje Galijom što on prihvaća. Nakon toga ona Gala Placidija potvrđuje Bonifacu upravljanje Afrikom zbog iskazane lojalnosti tijekom vladavine cara Ivana. Posljednje važnija slobodna provincija Zapadnog Rimskog Carstva ovoga doba je bila Italija koju na upravljanje dobiva general Flavije Felix. Njegovim postavljanjem na položaj Zapadno Rimsko Carstvo je bilo podijeljeno između tri trijumvira kako niti jedan od njih ne bi bio dovoljno jak da sam preuzme vlast

## Građanski rat
Ta dioba države koja je trebala osigurati mir nije uspjela trajati niti godinu dana. Već 426 godine Felix napada svog afričkog kolegu Bonifaca i gubi bitku nakon čega se poražen vraća u Italiju. Kako se već nakon osnivanja trijumvirata Felix bio sprijateljio s Aecijem on nakon poraza nema drugih mogućnosti nego da nastavi s tom politikom. U pokušaju jačanja njegovog položaja najslabijeg trijumvira Placidija ga proglašava konzulom za 428 godinu, ali to je bilo premalo i prekasno. Sljedeće godine Flavije Aecije napada svoga "saveznika" koji se predaje bez borbe. Zbog navodnog pokušaja zavjere Flavije Felix će biti pogubljen od Aecija 430 godine.

## Pobjeda Aecija
Ova potpuna pobjeda Aecija je kod Gale Placide izazvala paniku pošto je sada jedan general vladao svim europskim provincijama. U takvoj situaciji ona se oslanja na Bonifaca bez obzira na ličnu netrpeljivost prema njemu. S takvom potporom on napušta Afriku i vrši sa svojom vojskom iskrcavanje u Italiji. Aecije koji nema dovoljno rimskih vojnika za ovaj rat novači barbare nakon čega dolazi do bitke kod Riminija 432 godine. Boniface je dobio bitku, ali izgubio život. Bez obzira na to Aecije bježi u Galiju čekajući nova barbarska pojačanja za rat sljedeće godine protiv generala Sebastijana (zet od Boniface) koji je preuzeo upravljanje pobjedničkom vojskom. Sljedeće godine uvidjevši veličinu barbarske vojske koju uspijeva Aecije skupiti general Sebastijan bježi u Istočno Rimsko Carstvo. Na činjenicu da je 433 godine po rimskom zakonu Valentinijan III. postao punoljetan (s 14 godina) Aecije se ne obazire i preuzima upravljanje Zapadnim Rimskim Carstvom.